# Pochazina furcifera
Pochazina furcifera är en insektsart som först beskrevs av Walker 1870.  Pochazina furcifera ingår i släktet Pochazina och familjen Ricaniidae. Inga underarter finns listade i Catalogue of Life.